# Caloco
Caloco es una casería y una pedanía del municipio de  Buenavista, en la provincia de Salamanca (España). Formando un único edificio y una fuente; se encuentra en la zona sur del municipio; haciendo frontera con Beleña, en una zona boscosa, atravesado por arroyos y salpicada de pequeñas pozas; y bajo una colina llamada Fuente Valero, en una zona con una actividad agrícola y ganadera importante.
Se ubica sobre un valle formado por el arroyo del Valle Largo, afluente del Tormes. Se accede desde la N-630, por un ramal en la A-66 que hace de acceso también a Buenavista. No tiene población censada.